# Tibetan Political Review
Tibetan Political Review (TPR) est un journal tibétain fondé le 24 juin 2010, ayant pour but d'animer le débat politique des Tibétains. 
Il compte des juristes et universitaires tibétains aux États-Unis et en Inde dans son comité éditorial. Il s'agit de Nima R.T. Binara, Wangchuk D. Shakabpa, Bhuchung D. Sonam, et Tenzin Wangyal.
Ses articles sont principalement en anglais, certains sont traduits en tibétain.
Il a été fondé au début de la campagne pour l'élection du Premier ministre tibétain de 2011 et se focalise sur l'amélioration de la démocratie, l'alternative de l'indépendance et de l'autonomie et l'avenir du Tibet.